# Vương quốc Israel (Samaria)
Bài này viết về Vương quốc Israel phía Bắc trong thời kì phân chia, về vương quốc thống nhất ban đầu, xin xem Vương quốc Israel (thống nhất).

Vương quốc Israel phía Bắc (màu xanh) và Vương quốc Judah phía Nam

Vương quốc Israel (tiếng Hebrew: מַלְכוּת יִשְׂרָאֵל Malḫut Yisraʼel; phát âm Tiberias: Malḵûṯ Yiśrāʼēl) là vương quốc phía Bắc tách ra từ Vương quốc Thống nhất đã tồn tại trước đó. Vương quốc phía Bắc này tồn tại trong khoảng từ thập niên 930 TCN cho tới thập niên 720 TCN, khi nó bị quân Assyria tàn phá. Các kinh thành của vương quốc theo thứ tự thời gian là: Sechem, Penuel, Tirza và Samaria.
Nhiều sử gia gọi đây là Vương quốc phía Bắc hay Vương quốc Samaria để phân biệt với Vương quốc Judah ở phía Nam. Lãnh thổ của vương quốc này bao gồm các vùng đất của 9 chi tộc: Reuben, Issachar, Zebulun, Dan, Naphtali, Gad, Asher, Ephraim và Manasseh. Chi tộc Simeon, dù tọa lạc ở giữa vùng đất của chi tộc Judah, cũng theo liên minh phía Bắc này.

#### Các vua của Vương quốc Israel
1. Jeroboam I: 930 - 910 TCN
2. Nadab: 910 - 909 TCN, bị ám sát
3. Baasha: 909 - 886 TCN
4. Elah: 886 - 885 TCN, bị người kế nhiệm giết trong lúc say rượu
5. Zimri: 885 TCN (7 ngày), tự sát trong cung điện sau khi người kế nhiệm là Omri được quân đội đưa lên ngôi.
6. Tibni: 885 - 880 TCN, lên ngôi sau khi người tiền nhiệm tự sát, cai trị được 4 năm. Ông và anh trai là Joram bị người kế nhiệm là Omri giết chết trong bữa tiệc.
7. Omri: 885 - 873 TCN
8. Ah'av: 873 - 854 TCN, chết trong cuộc chiến với Vương quốc Judah
9. Ahaziah: 854 - 852 TCN, chết do mái nhà cung điện rơi trúng khi cố thoát ra khỏi cung điện bị sụp đổ.
10. Yehoram: 852 - 841 TCN, chết trong cuộc nổi loạn do Jehu phát động.
11. Jehu: 842 - 815 TCN
12. Jehoahaz: 814 - 798 TCN.
13. Jehoash: 798 - 782 TCN
14. Jeroboam II: 782 - 753 TCN.
15. Zachariah: 753 - 752 TCN, bị Shallum giết để cướp ngôi
16. Shallum: 752 TCN (1 tháng), bị tướng Menahem giết để cướp ngôi
17. Menachem: 752 - 742 TCN
18. Pekahiah: 742 - 740 TCN, bị Pekah, con trai của Remaliah cùng 50 tên thủ hạ lọt vào cung ám sát.
19. Pekah: 740 - 732 TCN, bị ám sát bởi Hoshea, con của Elah
20. Hoshea: 732-722 TCN, bị vua Assyria Sargon II bắt cầm tù. Vương quốc Israel kết thúc